# Ellipanthus calophyllus
Ellipanthus calophyllus är en tvåhjärtbladig växtart som beskrevs av Wilhelm Sulpiz Kurz. Ellipanthus calophyllus ingår i släktet Ellipanthus och familjen Connaraceae. Inga underarter finns listade i Catalogue of Life.